# MuseScore
O MuseScore Studio, chamado de MuseScore antes de 2024, é um programa de computador, do tipo freeware de código livre (sob licença GNU), de edição de partituras e notação musical com interface WYSIWYG, com suporte a reprodução de partitura, importação/exportação de arquivos no formato MusicXML e MIDI,  notação de percussão e tablatura para instrumentos de cordas e impressão direta.
O programa tem uma interface de usuário clara, com inserção fácil de notas semelhante aos editores de partituras comerciais mais populares, Finale e Sibelius.

## História
O MuseScore foi criado como uma bifurcação da base de código do sequenciador MusE. Em 2002, Werner Schweer, um dos desenvolvedores do MusE, decidiu remover o suporte de notação do MusE e criar um programa de notação autônomo a partir da base de código.
O site MuseScore.org foi criado em 2008, e rapidamente mostrou um número crescente de downloads do MuseScore. Em dezembro de 2008, a taxa de download atingiu 15.000 por mês.
A versão 0.9.5 foi lançada em agosto de 2009. Em outubro de 2009, o MuseScore estava sendo baixado mais de 1.000 vezes por dia. No quarto trimestre de 2010, ele era baixado 80 mil vezes por mês.
No final de 2013, o projeto passou do SourceForge para o GitHub. As estatísticas de download contínuo não foram disponibilizadas publicamente desde então. No entanto, um comunicado de imprensa de março de 2015 afirmou que o MuseScore havia sido baixado mais de oito milhões de vezes; e em dezembro de 2016 o projeto afirmou que a versão 2.0.3 havia sido baixada 1,9 milhão de vezes nos nove meses desde seu lançamento.
A empresa MuseScore usa a receita de seu serviço comercial de compartilhamento de partituras para apoiar o desenvolvimento do software de notação gratuito.
Em 2017, a empresa MuseScore foi adquirida pela Ultimate Guitar, que adicionou desenvolvedores pagos em tempo integral à equipe de código aberto. Em 2021, a empresa MuseScore, Ultimate Guitar e outras propriedades (incluindo Audacity) foram colocadas sob uma nova empresa controladora, Muse Group, em Limasol, Chipre. Em 2022, a empresa MuseScore concluiu a mudança para a sede do Muse Group em Chipre. Em janeiro de 2024, o aplicativo de notação musical anteriormente conhecido como MuseScore foi rebatizado de MuseScore Studio.

## Sistemas
Há versão disponível para os sistemas Microsoft Windows, Mac OS X e Linux. Sendo considerado um dos editores de partitura mais populares para computador.

## Características
O MuseScore é capaz de importar e exportar arquivos de diferentes formatos, inclusive MIDI e MusicXML, assim como importar arquivos do Band-in-a-Box. Pode também exportar arquivos nos formatos PDF, SVG, PNG, WAV, FLAC, Ogg e MP3.
O MuseScore oferece controle de volume, metrônomo, reprodução multipista, ajuste de andamento em tempo real e acesso a partituras gratuitas.

### Compartilhamentoonlinede partituras
Uma das características que diferenciam o Musescore dos demais softwares de editoração de partituras é a possibilidade de compartilhá-las em uma rede, que se assemelha a uma espécie de rede social de partituras, no próprio site do programa. Atualmente essa rede vem impondo grandes restrições ao usuário free, aquele que não paga pela licença pro, licença esta que confere alguns privilégios ao usuário. No dia 13/03/2020, por exemplo, todos os usuários free foram proibidos de fazer download de arquivos que não estejam sob domínio público hospedados no dashboard online oficial do MuseScore - isto não inclui arranjos transcritos pelos próprios usuários free. Pouco tempo antes a limitação de cinco uploads de arquivos MuseScore por conta para a plataforma online foi retirada, o que mostra um claro interesse comercial por parte dos administradores do projeto.

## Versões
| Nome da versão | Nome da versão | Data de lançamento | Recursos notáveis | Captura de tela |
| Pré-lançamento | Pré-lançamento | Pré-lançamento     | Pré-lançamento | Pré-lançamento  |
| -------------- | -------------- | ------------------ | --- | --------------- |
| MuseScore 0.9  | 0.9.5          | Agosto de 2009     | Primeira versão estável, bem como a primeira versão compatível com macOS. |                 |
| MuseScore 0.9  | 0.9.6          | Junho de 2010      | Introduziu muitos recursos novos, incluindo o suporte imediato à reprodução de todos os instrumentos com base no padrão General MIDI, suporte a pausas de vários compassos, suporte inicial a armaduras de clave personalizadas e o recurso "Salvar Online" conectado ao site de compartilhamento de partituras musescore.com. |                 |
| MuseScore 1    |                |                    | |                 |
| MuseScore 1.0  | MuseScore 1.0  | Fevereiro de 2011  | A versão de marco concentrou-se em fornecer um pacote estável em vez de adicionar novos recursos às versões de pré-lançamento. |                 |
| MuseScore 1.1  | MuseScore 1.1  | Julho de 2011      | Corrigidos cerca de 60 erros e incluindo suporte aprimorado a partituras de jazz. O MuseScore Connect, um recurso que permite a interação e a publicação da comunidade on-line, também foi incluído nessa versão. |                 |
| MuseScore 1.2  | MuseScore 1.2  | Março de 2012      | Essa versão incluiu mais de 100 correções de erros, suporte aprimorado para importação/exportação de MusicXML e suporte aprimorado para caracteres especiais. Também introduziu a composição original de Marc Sabatella, "Reunion", como a nova partitura de demonstração carregada ao iniciar o MuseScore. |                 |
| MuseScore 1.3  | MuseScore 1.3  | Fevereiro de 2013  | Pequena atualização contendo principalmente correções de bugs. |                 |
| MuseScore 2    |                |                    | |                 |
| MuseScore 2.0  | 2.0.0          | Março de 2015      | Um grande número de novos recursos foi introduzido, incluindo suporte total para tablatura e diagramas de acordes de violão, edição de parte/partitura vinculada, recurso de captura de imagens, duas novas fontes de música compatíveis com SMuFL e suporte a MusicXML 3.0. |                 |
| MuseScore 2.0  | 2.0.1          | Maio de 2015       | Muitas correções de bugs e introdução da partitura de tutorial "Getting Started" de Isaac Weiss, juntamente com vários modelos adicionais. |                 |
| MuseScore 2.0  | 2.0.2          | Julho 2015         | Muitas correções de erros e novos recursos, incluindo a reprodução de trinados e outros ornamentos. O guia profissional "Mastering MuseScore" foi publicado em conjunto com esta versão. |                 |
| MuseScore 2.0  | 2.0.3          | Abril 2016         | Muitas correções de erros e novos recursos, incluindo a capacidade de reordenar partes vinculadas, uma ferramenta para copiar todas as letras para a área de transferência e uma compilação AppImage para todos os tipos de Linux. |                 |
| MuseScore 2.1  | MuseScore 2.1  | Maio de 2017       | Vários novos recursos, incluindo entrada de MIDI em tempo real, uma função "Swap" e uma ferramenta para reeescrever ritmos para uma notação mais clara. |                 |
| MuseScore 2.2  | MuseScore 2.2  | Março de 2018      | Mais de 200 correções de erros e novos recursos, incluindo saída MIDI e uma nova SoundFont. Três regressões que afetavam a reprodução foram corrigidas uma semana depois no MuseScore 2.2.1. |                 |
| MuseScore 2.3  | MuseScore 2.3  | Junho de 2018      | Novo recurso de extensão (além do sistema existente de plugins) e uma primeira extensão que personaliza o MuseScore para música de linha de bateria. Duas atualizações pontuais com correções de bugs, 2.3.1 e 2.3.2, foram lançadas em julho de 2018. |                 |
| MuseScore 3    |                |                    | |                 |
| MuseScore 3.0  | MuseScore 3.0  | Dezembro de 2018   | Muitos recursos novos, incluindo um sistema de layout inteligente automático para evitar colisões entre os elementos da partitura, uma fonte de notação de jazz, suporte para notações mais avançadas, mais controles de estilo, ionstruções para ajudar novos usuários, uma visualização de redução da linha do tempo para uma navegação mais rápida, um mixer e um editor de rolo de piano redesenhados e um recurso de atualização automática integrado. |                 |
| MuseScore 3.1  | MuseScore 3.1  | Maio de 2019       | Muitos recursos novos, incluindo a reprodução de crescendos e dmiminuendos em notas simples e mais opções de personalização para diagramas do braço do violão. |                 |
| MuseScore 3.2  | MuseScore 3.2  | Junho de 2019      | Muitos recursos novos. |                 |
| MuseScore 3.3  | MuseScore 3.3  | Outubro de 2019    | Novos designs de fluxo de trabalho de entrada de paletas e notas e melhorias de acessibilidade. |                 |
| MuseScore 3.4  | MuseScore 3.4  | Janeiro de 2020    | Novo recurso de telemetria e melhorias na experiência do usuário. |                 |
| MuseScore 3.5  | MuseScore 3.5  | Agosto de 2020     | Novo recurso de reprodução de símbolos de acordes, melhorias no fluxo de trabalho, melhorias no layout e muito mais. |                 |
| MuseScore 3.6  | MuseScore 3.6  | Janeiro de 2021    | Novas fontes de notação e texto, além de outros aprimoramentos de notação. |                 |
| MuseScore 4    |                |                    | |                 |
| MuseScore 4.0  | MuseScore 4.0  | Dezembro de 2022   | Uma revisão quase completa com muitos recursos novos adicionados. A versão 4.0 adicionou um plug-in de orquestra incluído, suporte a VST, um novo sistema de notação e um novo sistema de reprodução e mixer. |                 |
| MuseScore 4.1  | MuseScore 4.1  | Julho de 2023      | Novas opções de notação para ornamentos, diagramas de pedal de harpa e capos de violão, além de outros aprimoramentos de notação. Melhorias significativas no desempenho graças a um mecanismo de reprodução aprimorado e um módulo de braile em tempo real para usuários com deficiência visual. |                 |
| MuseScore 4.2  | MuseScore 4.2  | Dezembro de 2023   | Notação aprimorada para violão, com um novo sistema para bends e suporte para afinações alternativas de cordas, refinamentos de gravação para ligaduras e arpejos, um sistema mais versátil para partituras e a capacidade de importar e exportar arquivos no formato MEI. |                 |

## Desenvolvimento
O MuseScore é um desdobramento do MuSe, um Sequenciador MIDI para Linux. Em 2002, Werner Schweer - criador de ambos os programas - decidiu "cortar fora os recursos de notação do MusE e reescrevê-los como um editor de partituras independente." O programa é desenvolvido em Qt.

## OpenScore
Em 2017, MuseScore e o site de partituras IMSLP lançaram um projeto denominado OpenScore, a iniciativa tem por escopo criar partituras em formatos MuseScore e/ou MusicXML de obras de domínio público cujas partituras estejam catalogados no IMLSP.